# Ениджевардарска българска община
 Тази статия е за българската православна община в Енидже Вардар.  За българска източнокатолическа вижте Ениджевардарска българска униатска община.  
Ениджевардарската (Па̀зарската) българска община е гражданско-църковно сдружение на българите екзархисти в Енидже Вардар (Па̀зар). Нейно задължение е поддръжката на българските училища, читалище и църкви, както и заплатите на учителите в града.

## История
Движението за Българско възраждане в града е оглавено от поп Димо, който обаче поради преследване от страна на митрополит Никодим е принуден да приеме униатството. Униатското движение в града първоначално е във възход, но скоро заглъхва и повечето български семейства се връщат в православието. Нов удар върху българското движение е и затварянето и последвалата смърт на българския лидер Хаджи Тоде, наклеветен пред властите от владиката Никодим.
През 1860 година се открива българско униатско училище, а чрез подкрепа на местното население от страна на Българската екзархия и Солунската българска община през 1890 година е открито българско училище с един учител, една учителка и 35 ученици. На следващата година училището е затворено под натиск, но още през учебната 1891/1892 година е повторно отворено. Тази година в околията има 6 основни български училища, с девет учители и 421 ученици. В Енидже Вардар има едно основно и едно класно училище с общо трима учители и 52 ученици. Класното училище в града през 1894/1895 година става двукласно, в 1900/1901 година има 6 учители и 72 ученици, а през 1911/1912 година училището става трикласно, а към него съществува библиотека с над 360 книги. В околията през 1899/1900 година основните училища са 15, с 21 учители и 794 ученици, класните училища са две с трима учители и 27 ученици. През 1902/1903 основните училища са 15, а класните две, с общо 29 учители и 877 ученици. В 1895/1895 година главен учител във второкласното българско училище в града е Григор Попдимитров.
Отворените училища са три в Енидже Вардар и едно в Гумендже, в селата Аларе, Постол, Асър Бегово, Бабяни, Баровица, Валгаци, Бозец, Вехти Пазар, Геркарци, Въдрища, Грубевци, Дамян, Кадиново, Кониково, Корнишор, Кушиново, Крива, Крушари, Либяхово, Ливадица, Литовой, Мандилево, Оризари, Петгъс, Петрово, Пилорик, Радомир, Рамна, Тумба, Тушилово, Чичегъс, Извор, Боймица, Дъбово, Рамел и Горгопик.
Според Тома Николов не във всички села в Ениджевардарско и Гумендженско българското национално самосъзнание е силно изразено. Тези села постепенно скъсват отношения с Цариградската патриаршия след Илинденско-Преображенското въстание под натиска на четите на ВМОРО.
През 1905 година Никола Шкутов e председател на българската църковна община в Енидже Вардар. Ениджевардарският войвода Апостол Петков изпраща писмо до българския екзарх Йосиф I Български, в което заплашва да убие Никола Шкутов. През 1906 година преподавател в Ениджевардарското класно училище е Иван Снегаров.
През 1906 - 1907 година в града български свещеници са архимандрит Дионисий, Гоно Траев, Михаил Димитров, Андон и Ставри. Учители в града са Иван Хаджикостов, Мице Джутев, Атанас Бабаев, Григор Караиванов, Христо Хаджикойчев и жена му Атина Хаджикойчева, Костадин Хаджиспирев и Костадин Попхристов.
След Младотурската революция от юли 1908 година за председател на църковната община в Енидже Вардар е назначен свещеник Тома Николов. На Димитровден пристига в града и веднага встъпва в длъжност. По това време учители в Енидже Вардар са Димитър Лешников и Порфирий Шайнов. В това време Апостол войвода е легален деец и активно се намества в работата на местната българска община. През 1909 година на ревизия в Енидже Вардар пристига Пере Тошев, училищен инспектор в Солунско.
След реорганизация в Българската екзархия от 1909 година Ениджевардарското, Гумендженското и Гевгелийското епархиийски наместничества попадат минават под ведомството на Воденската епархия. През декември Тома Николов е назначен за управляващ Воденската епархия, а на негово място застава местен свещеник.
В 1906 година общината построява църквата „Св. св. Кирил и Методий“.
През 1910 година във Воден се провежда събрание на епархията с делегати от Гевгели, Енидже Вардар, Съботско, Воден и Гумендже, на което е избран епархийски смесен съвет в състав Иван Занешев, Христо Саракинов, Туше Металоров и други.
Общината е разтурена през 1912-1913 година, когато областта попада в границите на Кралство Гърция.

## Председатели на Ениджевардарската община и архиерейски наместници
| Портрет | Име                        | Години                              |
| ------- | -------------------------- | ----------------------------------- |
|         | архимандрит Николай        | 1895 – 1896                         |
|         | свещеник Григор Алексиев   | 1896 – 1897                         |
|         | архимандрит Дионисий       | (от 1897 де факто) 1898 – 1903      |
|         | свещеник Никола Шкутов     | 1903 – 1908                         |
|         | свещеник Тома Николов      | 1908 – 1909                         |
|         | свещеник Трайко Калайджиев | 1909 – 1910 (архиерейски наместник) |
|         | свещеник Григорий Лазаров  | 1910 – 1911 (архиерейски наместник) |
|         | свещеник Георги Шуманов    | 1911 – 1913 (архиерейски наместник) |